# Guettarda monocarpa
Guettarda monocarpa är en måreväxtart som beskrevs av Ignatz Urban. Guettarda monocarpa ingår i släktet Guettarda och familjen måreväxter. Inga underarter finns listade i Catalogue of Life.